# Shinpan Shiroma
Shinpan Gusukuma (城間 真繁, Shiroma Shinpan, 1890 - 1954), connu aussi sous le nom de Shinpan Shiroma au Japon.
Il a étudié le Shorin-ryu chez Ankō Itosu.
Il conserva l'enseignement de son maître et le transmit tel quel à de nombreux disciples, parmi lesquels Yoshio Nakamura, et Arakaki Ankichi.
Plus tard, il a aussi étudié le goju-ryu avec Kanryō Higaonna.
Puis il a participé à la création du style Shitō-ryū avec Kenwa Mabuni, son ami.